# Mitoyo Kawate
Mitoyo Kawate (japonês: 川手 ミトヨ Kawate Mitoyo, 15 de maio de 1889 – 13 de novembro de 2003) foi, durante duas semanas, a pessoa mais velha do mundo, tendo falecido com 114 anos e 182 dias. Sucedeu-lhe no título Ramona Trinidad Iglesias-Jordan, de 114 anos e 182 dias.
Residente em Hiroxima, trabalhou numa quinta até aos 99 anos.